# Genista balearica
Genista balearica là một loài thực vật có hoa trong họ Đậu. Loài này được Porta & Rigo miêu tả khoa học đầu tiên.